# Pirazynamid
Pirazynamid, pyrazynamid (łac. pyrazinamidum) – organiczny związek chemiczny, pochodna nikotynamidu o działaniu przeciwgruźliczym. Jeden z pięciu podstawowych leków w leczeniu gruźlicy, stosowany w pierwszej, najintensywniejszej fazie leczenia.
W wątrobie jest przekształcany do czynnego metabolitu – kwasu pirazynowego – który działa wyłącznie na prątki znajdujące się w makrofagach. Mechanizm tego działania jest jednak złożony i nie do końca poznany. Podejrzewa się, że pirazynamid po wniknięciu do komórki bakterii powoduje: obniżenie pH cytoplazmy, zaburzenia metabolizmu NAD oraz zaburzenia funkcji błony komórkowej. Pirazynamid jest stosowany wyłącznie w politerapii, razem z innymi lekami przeciwgruźliczymi. Najpoważniejszym objawem ubocznym jest uszkodzenie wątroby.

## Historia
Pirazynamid został zsyntetyzowany po raz pierwszy przez Dalmera i Waltera w 1936 roku, na długo przed odkryciem jego działania na prątki gruźlicze. Zainteresowanie tym lekiem pojawiło się w związku z badaniami prowadzonymi przez Chorine’a w 1945 roku. Wykazał on, że nikotynamid działa hamująco na różne szczepy Mycobacterium tuberculosis. Obserwacja ta została potwierdzona w 1948 roku przez zespół McKenziego z amerykańskiej firmy farmaceutycznej Cyanamid. Równocześnie, badania prowadzone w laboratoriach firm Lederle i Merck wykazały, że to właśnie pirazynamid jest pochodną nikotynamidu o najsilniejszym działaniu przeciwgruźliczym w testach na myszach. Badania te przyczyniły się również do odkrycia dwóch innych związków o działaniu przeciwgruźliczym: izoniazydu i etionamidu. Wprowadzenie PZA do leczenia przebiegało w nietypowy sposób. Nie prowadzono żadnych badań in vitro, a jedynie próby na zwierzętach, których rezultaty nie były jednoznaczne (niektóre badania wskazywały na brak aktywności przeciwgruźliczej pirazynamidu np. u świnek morskich). Po serii testów zwierzęcych, rozpoczęto próby kliniczne na ludziach, podczas których wykazano wysoką skuteczność pirazynamidu. Pirazynamidem zainteresował się zespół pracowników jednego z laboratoriów na Cornell University pod kierownictwem Walsha McDermotta. Dzięki ich badaniom wyjaśniono paradoks niskiej aktywności pirazynamidu in vitro i jego wysoką aktywność in vivo (pirazynamid jest skuteczny jedynie przy kwaśnym pH, a takie środowisko obecne jest w zmienionych zapalnie tkankach, w wyniku obecności kwasu mlekowego). Zespół McDermotta wykazał również, że za działanie przeciwgruźlicze odpowiada główny metabolit pirazynamidu – kwas pirazynowy.

## Mechanizm działania
Mechanizm działania pirazynamidu jest najmniej poznany ze wszystkich leków stosowanych w leczeniu gruźlicy. Pirazynamid, jako prolek, wnika do komórki bakteryjnej głównie na drodze pasywnej dyfuzji (choć podejrzewa się, że pewną rolę odgrywa również aktywny transport leku przez pompę sodowo-potasową). We wnętrzu bakterii ulega on przekształceniu przez enzym pirazynamidazę do postaci anionu kwasu pirazynowego (na ilustracji: POA−). Jon ten zostaje usunięty z komórki M. tuberculosis na drodze pasywnej dyfuzji, a następnie w kwaśnym środowisku jam gruźliczych zostaje zobojętniony przez jony wodorowe (H+). Jako obojętna elektrycznie cząsteczka, kwas pirazynowy (na ilustracji: HPOA) wnika z powrotem do komórki bakteryjnej, gdzie odłączają się od niego jony wodorowe i obniżają pH cytoplazmy, co inaktywuje wiele enzymów kluczowych dla procesów metabolicznych M. tuberculosis oraz, najprawdopodobniej, hamuje wbudowywanie metioniny w procesie syntezy białek oraz uracylu do RNA. Ponadto wzrost stężenia jonów wodorowych wewnątrz komórki wpływa negatywnie na potencjał błony komórkowej oraz uszkadza kanały jonowe i tym samym zakłóca jej normalne funkcjonowanie. Nie wykazano, by pirazynamid wiązał się z jakimkolwiek składnikiem ściany komórkowej (w badaniach in vitro prowadzonych na lizacie otrzymanym z M. tuberculosis). Istnieje pogląd, iż przedstawiony mechanizm działania pirazynamidu nie jest specyficzny i dotyczy również innych słabych kwasów. Podejrzewa się również, że kwas pirazynowy może być substratem w syntezie NAD i tym samym powodować powstawanie związku biochemicznie nieczynnego.

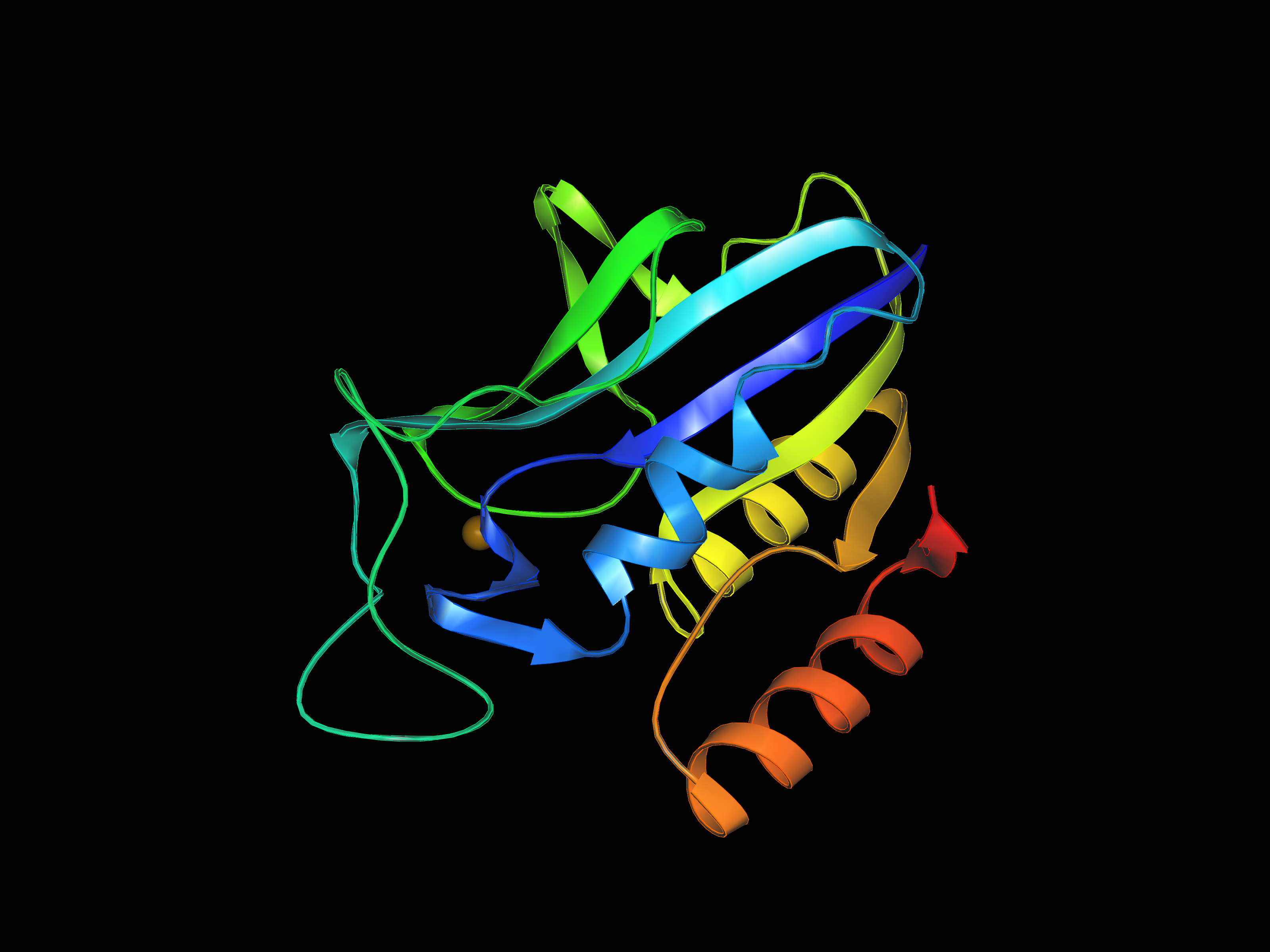
Enzym pirazynamidaza (na ilustracji widoczny jon żelaza).

Wcześniejsza teoria dotycząca mechanizmu działania pirazynamidu zakładała, że związek ten jest inhibitorem syntazy kwasów tłuszczowych I (Fas-I, ang. fatty acid synthase-I). Badania laboratoryjne podają tę teorię w wątpliwość, choćby ze względu na fakt, iż nie wyizolowano, jak dotąd, szczepów bakterii opornych na pirazynamid, które posiadałyby mutacje w Fas-I.
Stosowanie pirazynamidu w pierwszych miesiącach terapii przeciwgruźliczej przyczynia się do szybszego powrotu do zdrowia oraz skraca ogólny czas leczenia. Pirazynamid jest również używany w celach diagnostycznych przy hiperurykemii i hiperurykozurii, ze względu na to, iż jest inhibitorem URAT1 (ang. uric acid transporter).

Mechanizm działania pirazynamidu

## Aktywność przeciwbakteryjna
Pirazynamid jest aktywny jedynie wobec Mycobacterium tuberculosis complex (M. tuberculosis, M. africanum, M. microti, ale nie wobec M. bovis). MIC (najmniejsze stężenie hamujące) dla bakterii wrażliwych wynosi 5,25-50 μg/ml (przy pH 5,5), podczas gdy Escherichia coli lub Mycobacterium smegmatis są niewrażliwe na stężenia leku przekraczające 2000 μg/ml przy tym samym pH. W zależności od stężenia pirazynamidu we krwi (do 1000 μg/ml), zabiciu ulega maksymalnie 72% populacji bakterii. W badaniach in vitro wykazano długi, utrzymujący się ponad 76 dni, efekt poantybiotykowy pirazynamidu. Pirazynamid wykazuje synergizm z klarytromycyną wobec M. tuberculosis.

## Oporność
Niewrażliwość na pirazynamid (ale nie na kwas pirazynowy) wiąże się w głównej mierze ze spadkiem aktywności pirazynamidazy i powoduje wystąpienie oporności krzyżowej na nikotynamid, ale nie na inne leki przeciwgruźlicze. Wiąże się to z mutacją w genie pcnA kodującym wspomniany enzym. Naturalna oporność na pirazynamid (np. u M. bovis) wiąże się z mutacją punktową w genie pcnA, gdzie w pozycji 169 cytozyna zastąpiona jest guaniną. Powoduje to zmianę aminokwasu w pirazynamidazie, z histydyny na kwas asparaginowy, w pozycji 57. Oporność bakterii na pirazynamid opiera się również na mechanizmie pompy usuwającej lek z wnętrza komórki (ang. efflux).

## Synteza chemiczna
Synteza chemiczna pirazynamidu rozpoczyna się od reakcji o-fenylodiaminy z glioksalem, w wyniku której powstaje chinoksalina. Następnie, związek ten utlenia się nadmanganianem potasu, otrzymując kwas pirazyno-2,3-dikarboksylowy. Kwas ten ulega dekarboksylacji w trakcie ogrzewania – do kwasu pirazyno-2-karboksylowego, który poddaje się estryfikacji z metanolem (w obecności chlorowodoru). Reakcja otrzymanego estru z amoniakiem daje pirazynamid.

Schemat syntezy pirazynamidu

## Farmakokinetyka
Pirazynamid jest szybko i całkowicie wchłaniany z przewodu pokarmowego. Maksymalne stężenie we krwi osiąga po 1–2 h, natomiast jego czynny metabolit – kwas pirazynowy – po 4–5 h. Pirazynamid przenika do płynu mózgowo-rdzeniowego oraz do wszystkich tkanek, osiągając tam 87-105% wartości stężenia w osoczu. Lek przenika również do makrofagów oraz do wydzieliny płucnej i oskrzelowej. Pirazynamid wiąże się z białkami osocza w 10–20% (kwas pirazynowy w 31%). Lek w niewielkim stopniu przenika przez łożysko i do mleka matki. Metabolizm pirazynamidu odbywa się głównie w wątrobie, gdzie jest on hydrolizowany, a następnie przekształcany przez oksydazę ksantynową do kwasu 5-hydroksypirazynowego, który jest głównym wydalanym metabolitem. Niewielkie ilości leku są hydrolizowane również w żołądku i pęcherzyku żółciowym. Okres półtrwania zależny jest od stopnia upośledzenia czynności nerek i wątroby:
- w przypadku chorych bez zaburzeń pracy tych narządów, czas ten wynosi 9–10 h dla pirazynamidu i około 12 h dla kwasu pirazynowego
- w przypadku chorych z zaburzeniami funkcjonowania tych narządów, okres półtrwania dla pirazynamidu wynosi 26 h, a dla kwasu pirazynowego – 22 h

W ciągu 24 h po podaniu doustnym, około 70% dawki pirazynamidu wydalane jest przez nerki (głównie w wyniku przesączania kłębuszkowego).

## Wskazania
Wskazania:
- w pierwszej, najintensywniejszej fazie leczenia gruźlicy w skojarzeniu z ryfampicyną i izoniazydem
- w leczeniu gruźlicy pozapłucnej oraz gruźlicy płuc opornej na ryfampicynę lub izoniazyd, zawsze w skojarzeniu z innymi lekami przeciwgruźliczymi

## Przeciwwskazania
- nadwrażliwość na substancję czynną
- niewydolność wątroby
- nadużywanie alkoholu lub choroba alkoholowa
- istniejąca dna moczanowa
- porfiria (stwierdzono związek między podawaniem pirazynamidu a występowaniem ostrych ataków tej choroby[37])

## Ostrzeżenia specjalne
1. Ze względu na to, iż pirazynamid już w dawkach terapeutycznych może powodować hepatotoksyczność, zaleca się monitorowanie stanu wątroby oraz nieprzekraczanie dziennej dawki 1,5 g. Należy również bacznie obserwować pacjentów leczonych pirazynamidem, u których stwierdzono w wywiadzie przebyte choroby wątroby.
2. Pirazynamid hamuje nerkowe wydalanie kwasu moczowego. Należy monitorować jego stężenie we krwi, by w razie potrzeby wdrożyć odpowiednie leczenie zapobiegające wystąpieniu objawów dny.
3. Zaleca się, by stosowanie pirazynamidu u dzieci ograniczone było wyłącznie do lecznictwa zamkniętego[38]. U osób dorosłych zaleca się rozpoczęcie terapii tym lekiem w lecznictwie zamkniętym, a następnie dalsze jej kontynuowanie pod nadzorem pulmonologa.
4. Pirazynamid należy stosować ostrożnie w przypadku chorych z niewydolnością nerek i cukrzycą.

## Interakcje
Leki stosowane w leczeniu dny moczanowej (probenecyd i allopurinol), podawane razem z pirazynamidem, mogą podwyższać stężenie jego głównego metabolitu – kwasu pirazynowego – we krwi, co zwiększa hiperurykemię, a także może przyczynynić się do wystąpienia objawów uszkodzenia wątroby. Nie zaleca się więc stosowania tych leków w celu obniżania podwyższonego poziomu kwasu moczowego we krwi u chorych leczonych pirazynamidem. Pirazynamid może zmniejszać stężenie cyklosporyny, co z kolei może wpływać na stopień immunosupresji. Niektóre badania wskazują na to, że zydowudyna znacznie obniża poziom pirazynamidu we krwi u chorych przyjmujących te dwa leki równocześnie. Lewofloksacyna może nasilać działania niepożądane pirazynamidu.

## Działania niepożądane
Hepatotoksyczność jest najpoważniejszym działaniem niepożądanym, w dużej mierze zależnym od dawki i czasu podawania. Wydaje się, że stosowanie pirazynamidu razem z ryfampicyną i izoniazydem nie zwiększa prawdopodobieństwa wystąpienia tego objawu ubocznego, zwiększa je natomiast już istniejąca niewydolność wątroby lub inne jej choroby. Zaobserwowano również mniejszą częstość występowania hepatotoksyczności u pacjentów otrzymujących pirazynamid w ramach początkowej, intensywnej fazy leczenia w porównaniu z pacjentami przyjmującymi ten lek w latentnej fazie choroby. Hiperurykemia, występująca u chorych przyjmujących pirazynamid, wiąże się z hamowaniem wydalania kwasu moczowego przez główny metabolit leku – kwas pirazynowy. Bezobjawowa hiperurykemia występuje u 52,2% pacjentów leczonych pirazynamidem, ryfampicyną i izoniazydem, w porównaniu z 5,4% w przypadku schematu leczenia bez pirazynamidu, i ustępuje po zakończeniu leczenia. Podwyższony poziom kwasu moczowego, wywołany przez pirazynamid, może prowadzić do wystąpienia napadu dny moczanowej i/lub bólów stawów, ten objaw uboczny pojawia się jednak stosunkowo rzadko.
Do pozostałych objawów ubocznych leczenia pirazynamidem zaliczyć można:
- zaburzenia przewodu pokarmowego (nudności, wymioty, zaburzenia łaknienia)[49]
- niedokrwistość z niedoboru żelaza, niedokrwistość syderoblastyczna[50]
- trombocytopenia[51]
- skórne odczyny alergiczne (wysypka, świąd, pokrzywka)[52]

Bardzo rzadko mogą wystąpić: gorączka, światłowstręt, trudności w oddawaniu moczu, śródmiąższowe zapalenie nerek. Odnotowano również pojedyncze przypadki pelagry (objawy choroby ustąpiły po podaniu nikotynamidu) oraz ostrego nadciśnienia tętniczego. Istnieją również doniesienia o zaburzeniach psychicznych spowodowanych podawaniem pirazynamidu.

## Dawkowanie
W najczęściej stosowanym schemacie leczenia gruźlicy u osób dorosłych pirazynamid podaje się w ilości 1,5 g w jednej dawce dobowej. U dzieci stosuje się pirazynamid w dawce od 20 do 30 mg/kg masy ciała, również w jednej dawce dobowej. Nie należy podawać dawki dobowej przekraczającej 2,0 g. W przypadku chorych cierpiących na niewydolność nerek konieczne jest zmniejszenie dawki w zależności od klirensu kreatyniny (lub wydłużenie odstępu między kolejnymi dawkami).

## Objawy przedawkowania
Istnieją skąpe dane na ten temat. W jednym przypadku odnotowano zaburzenia czynnościowe wątroby, które ustąpiły samoistnie po zaprzestaniu terapii pirazynamidem. Po stwierdzeniu przedawkowania należy zastosować leczenie podtrzymujące czynności życiowe, kontrolować funkcje wątroby oraz badać stężenie kwasu moczowego we krwi. W ciężkich przypadkach można przeprowadzić dializę.

## Preparaty
- Pyrazinamid Farmapol – tabletki[2]